# Grip-világítótorony
A Grip-világítótorony (norvég nyelven: Grip fyrstasjon) Gripnél található, Kristiansund kistérségben, Møre og Romsdal megye területén, Norvégia északi részén. A világítótornyot 1885 és 1888 közt építették Bratthårskollen szigetének mindössze 7 méter magas kiszögellésére, amely Gripholmentől északra található.
A 47 méter magas világítótorony öntöttvasból készült és egy fehér színű 16 méter magas faragott gránit alapon áll. Ez a második legmagasabb világítótorony Norvégiában.
A világítótorony fényének hatósugara 19 tengeri mérföldet tesz ki és a fehér, zöld, vagy piros fények minden nyolcadik másodpercben felvillannak. A szigetecskén mindössze a világítótorony, egy beton csónakház és két rakpart található. A világítótorony a mai napig lakott épület. Egy rádióátjátszó állomást telepítettek a tetejére 1947-ben, amely 1986-ig működött. A világítótornyot 1932-ben áramosították, majd 1977-ben vált automatizálttá a működése. 2000-ben védett örökségi státuszt kapott.

## Fordítás
Ez a szócikk részben vagy egészben  a   Grip Lighthouse című angol Wikipédia-szócikk ezen változatának fordításán alapul.  Az eredeti cikk szerkesztőit annak laptörténete sorolja fel. Ez a jelzés csupán a megfogalmazás eredetét és a szerzői jogokat jelzi, nem szolgál a cikkben szereplő információk forrásmegjelöléseként.